# San Francesco consegna la regola alle clarisse
San Francesco consegna la regola alle clarisse è un dipinto del pittore veronese Paolo Morando (noto anche come il Cavazzola), realizzato con la tecnica della pittura a olio su tavola, conservato nel Museo di Castelvecchio a Verona.
Inizialmente, l'opera era stata attribuita alternativamente a Domenico Morone o al figlio Francesco Morone e, solo in seguito, fu identificata come uno dei pannelli della predella appartenente alla pala realizzata nel 1532 per l'altare di San Francesco, situato nella cappella omonima all'interno della chiesa di San Bernardino a Verona. In origine, la predella era composta da tre tavole dedicate ai tre ordini francescani, con al centro l'immagine dei terziari, in corrispondenza dell'altare a loro dedicato, sul quale era collocata la pala principale, conosciuta come pala delle Virtù. Al tempo della sua composizione, la pala delle Virtù faceva parte di una complessa struttura decorativa che comprendeva una cornice leggera e i tre pannelli della predella, formando così un insieme unitario.
Questa struttura venne smantellata in una data imprecisata dopo il 1752 e sostituita con un altare marmoreo di stile più moderno. Nonostante ciò, la configurazione originaria risultava ancora nota dopo tale data, come testimoniato da Giovanni Battista Biancolini, che descrive l'opera affermando: «E un poco più sotto, tra le piccole figure che vi fecero dipingere, si vedono alcune di queste terziarie insieme agli altri figlioli di San Francesco, e le donne vestite con lo stesso abito che usano tuttavia».